# 德韦
德韦（法語：Devay，法語發音：[dəvɛ]）是法国涅夫勒省的一个市镇，位于该省南部，属于讷韦尔区。

## 地理
德韦（46°48'21"N, 3°32'57"E）面积12.08 平方千米，位于法国勃艮第-弗朗什-孔泰大區涅夫勒省，该省份为法国中部省份，北至约讷省，西北接卢瓦雷省，西接谢尔省，南至阿列省，东南接索恩-卢瓦尔省，东临科多尔省。
与德韦接壤的市镇（或旧市镇、城区）包括：尚韦尔、沙兰、科赛、德西茲。

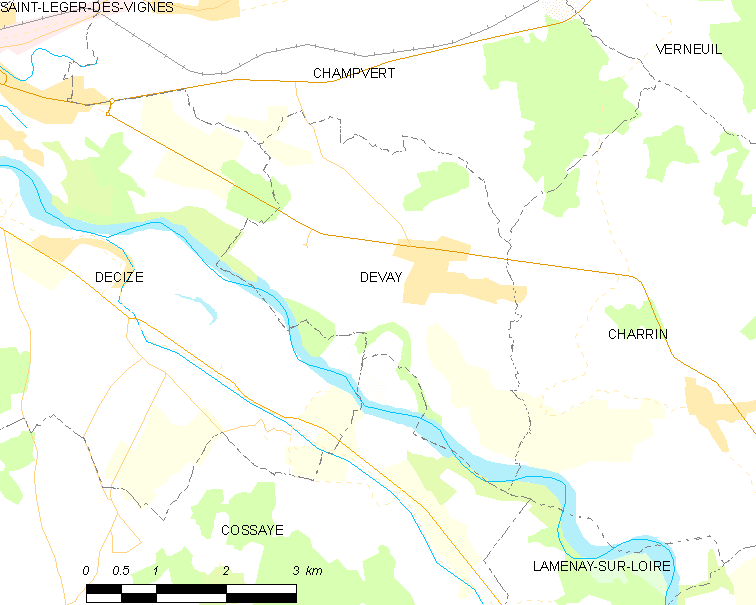
德韦的OSM定位图

德韦的时区为UTC+01:00、UTC+02:00（夏令时）。

## 行政
德韦的邮政编码为58300，INSEE市镇编码为58096。

## 政治
德韦所属的省级选区为德西兹县。

## 人口

1962-2008年间德韦人口变化图示

德韦于2022年1月1日时的人口数量为472人。